# Frank Ariza
Francisco Javier Ariza Tirado (Barbate, Cádiz, 9 de marzo de 1981), conocido como Frank Ariza, es un director, escritor y productor de cine y series español. Entre sus producciones destacan películas y series como ¡Ay, Mi Madre! (2019), Con Los Años Que Me Quedan (2022), Herederos Por Accidente (2020) y Mariachis (2022) entre otras. Es además fundador de la productora AF Films.

## Trayectoria profesional[1]
Frank Ariza se trasladó de Barbate (Cádiz) a Madrid para acabar sus estudios de psicología, especialidad que despertó su interés desde pequeño. Para costearse sus gastos durante su estancia en Madrid, comenzó a trabajar en marketing y P.R. de grandes marcas, lo que finalmente le llevó a comenzar su carrera dentro del show business.
Sus inicios en el mundo audiovisual fueron a través de la música, como mánager de diversos artistas. Este contacto directo con el mundo musical le llevó a realizar su primer proyecto, la serie musical Dreamland (2014). En esta producción hicieron cameos artistas entre los que destacan Malú, Alejandro Sanz, Ricky Martin, Shakira, James Arthur, Pablo Alborán, Mar Saura, Abraham Mateo o Chanel Terrero. Esta producción le abrió las puertas a otros proyectos que fue realizando en los años posteriores como la webserie Cupido (2018), emitida en la plataforma en línea Playz de RTVE o la serie de gran éxito Perdóname, Señor (2017) emitida en Telecinco y producida con Mediaset España con un reparto Paz Vega, Stany Coppet y Jesús Castro.
A estos le siguieron proyectos como El Continental (2018), con Chanel Terrero y Michelle Jenner, Secretos de Estado (2019), con Miryam Gallego y Emmanuel Esparza y Los Nuestros 2 (2019), con Paula Echevarría y Rodolfo Sancho.
En 2019 se estrenó su primer largometraje como guionista y director, la comedia ¡Ay, mi madre!, con un reparto en el que destacan Paz Vega, Secun de la Rosa, Marta Torné, Estefanía de los Santos, Alfonso Sánchez, Terele Pávez, Alfonsa Rosso y Mariola Fuentes.
Los siguientes años estuvieron llenos de grandes proyectos tanto largometrajes como de series; Herederos Por Accidente (2020), The Caddy (2021), Con Los Años Que Me Quedan (2022), La Octava Cláusula (2022), y Mariachis (2022) entre otros muchos proyectos.
En la actualidad, Frank se encuentra inmerso en emocionantes proyectos que abarcan géneros que van desde la comedia hasta el thriller y el melodrama. Sus producciones son rodadas en diversos países, México y España principalmente, lo que añade un elemento internacional a su trabajo.
El 2023 ha estado cargado de grandes estrenos como De Caperucita A Loba, El Hombre Del Saco y La Navidad En Sus Manos, además de producciones de largometrajes como Mientras Cupido No Está, Tu Madre o La Mía, Canta Y No Llores, V de Víctor y La Familia Benetón, la mayoría con estrenos para 2024, año que contará con nuevos proyectos con estrellas internacionales como Aislinn Derbez y Mauricio Ochmann en Hasta El Fin Del Mundo.

## Filmografía

### Cine
| Año  | Título                     | Director | Guionista | Productor |
| ---- | -------------------------- | -------- | --------- | --------- |
| 2019 | ¡Ay, mi madre!             | Sí       | Sí        | Ejecutivo |
| 2021 | El refugio                 | No       | No        | Sí        |
| 2022 | Con los años que me quedan | Sí       | Sí        | Sí        |
| 2022 | Sin ti no puedo            | No       | Sí        | Sí        |
| 2022 | La octava cláusula         | No       | Sí        | Sí        |
| 2023 | Uno para morir             | No       | Historia  | Ejecutivo |
| 2023 | De Caperucita a Loba       | No       | No        | Asociado  |
| 2023 | El Hombre Del Saco         | No       | No        | Asociado  |
| 2023 | La Navidad En Sus Manos    | No       | No        | Asociado  |
| 2024 | Canta Y No Llores          | No       | Sí        | Ejecutivo |
| 2024 | V de Víctor                | Sí       | Sí        | Ejecutivo |
| 2024 | u Madre O La Mía           | No       | No        | Asociado  |
| 2024 | La Familia Benetón         | No       | No        | Asociado  |
|      | Mientras Cupido No Está    | No       | No        | Ejecutivo |

### Televisión
| Año         | Título                  | Director | Creador | Guionista | Productor |
| ----------- | ----------------------- | -------- | ------- | --------- | --------- |
| 2014        | Dreamland               | Sí       | Sí      | Sí        | Ejecutivo |
| 2015 - 2018 | Yo quisiera             | No       | Sí      | Sí        | Ejecutivo |
| 2017        | Perdóname, Señor        | Sí       | Sí      | Sí        | Ejecutivo |
| 2018        | El continental          | Sí       | Sí      | Sí        | Ejecutivo |
| 2018        | Cupido                  | No       | Sí      | Sí        | No        |
| 2019        | Secretos de Estado      | No       | Sí      | Sí        | Ejecutivo |
| 2019        | Los nuestros 2          | No       | No      | No        | Ejecutivo |
| 2020        | Herederos por accidente | No       | Sí      | Sí        | Ejecutivo |
| 2022        | Mariachis               | No       | No      | Sí        | No        |

### Cortos
| Año  | Título    | Director | Creador | Productor |
| ---- | --------- | -------- | ------- | --------- |
| 2021 | The Caddy | No       | No      | Sí        |

### Próximos Proyectos
| Título                 | Director | Guionista | Productor |
| ---------------------- | -------- | --------- | --------- |
| Hasta El Fin Del Mundo | No       | No        | Sí        |
| Fragmentos             | No       | Sí        | Sí        |
| Islas                  | No       | No        | Sí        |
| Forgotten              | No       | Sí        | Sí        |
| Aire                   | No       | Sí        | Sí        |
| La Reina               | No       | Sí        | Sí        |

## Premios[2]
| Premio                                     | Categoría                          | Proyecto                   | Año  | Resultado |
| ------------------------------------------ | ---------------------------------- | -------------------------- | ---- | --------- |
| Falcon International Film Festival (FIFF)  | Mejor Comedia                      | Con Los Años Que Me Quedan | 2022 | Ganador   |
| New York International Film Awards         | Best Director                      | Con Los Años Que Me Quedan | 2022 | Ganador   |
| New York International Film Awards         | Best Feature Film                  | Con Los Años Que Me Quedan | 2022 | Ganador   |
| New York International Film Awards         | Best Dark Comedy Film              | Con Los Años Que Me Quedan | 2022 | Ganador   |
| Prague International Monthly Film Festival | Feature Film                       | Con Los Años Que Me Quedan | 2022 | Ganador   |
| Cannes World Film Festival                 | Best Narrative Feature Film Winner | Con Los Años Que Me Quedan | 2022 | Ganador   |
| Cannes Film Awards                         | Best Feature Film                  | Con Los Años Que Me Quedan | 2023 | Ganador   |